# 道後館
道後館（どうごかん）は、愛媛県松山市道後多幸町（道後温泉）にあるホテルである。

## 概要
瀬戸内海汽船グループの四国道後館が運営している。
建物の風格のある特徴的なデザインの外観は、建築家の黒川紀章の設計によるもので、船をイメージしてデザインしたと言われている。高台に位置しており、西側からは重要文化財であり、現存12天守のひとつでもある松山城を望むことが出来るのが特徴となっている。

## 館内施設
1階
- ロビー
- 喫茶ラウンジ扇
- おみやげ処 丁字屋
- 足湯
- カラオケラウンジ・カラオケボックス　瑠璃

2階
- 大広間 千歳（宴会場・コンベンションスペース）
- 料亭街 小広間
- 料亭「四季・花数寄」
- 湯けむりの道
- 休憩処 湯上がり茶屋
- 大浴場
- エステサロン美人屋

3階
- 茶室 儒安堂
- 会議室

## アクセス
- 松山自動車道松山インターチェンジより車で約20分。
- 伊予鉄道道後温泉駅より徒歩で約6分。